# 北海道栗山高等学校
北海道栗山高等学校（ほっかいどうくりやまこうとうがっこう、英: Hokkaido Kuriyama High School）は、北海道夕張郡栗山町に所在する道立高等学校。

## 沿革
- 1929年
  - 3月12日 - 栗山町立栗山実科高等女学校として、設置が認可される。
  - 3月31日 - 栗山町立栗山高等裁縫学校を合併する。
  - 4月15日 - 開校式を挙行する。
- 1932年8月11日 - 校歌を作成する。
- 1934年7月11日 - 旧校旗を制定する。
- 1943年4月1日 - 中等学校令改正により、2ヵ年の中等学校となり、校名を栗山町立栗山高等女学校に変更する。
- 1946年4月1日 - 勅令第102号により、3ヵ年の高等女学校となる。
- 1948年4月1日 - 学制改革により道立移管、北海道立栗山高等学校（全日制普通科：男女共学）と改称。
- 1950年4月1日 - 定時制普通科を設置、北海道栗山高等学校と改称。
- 1955年4月1日 - 全日制家政科を1学級設置。
- 1956年4月1日 - 定時制農業科を設置。
- 1958年3月1日 - 現在の校旗を制定する。
- 1959年9月13日 - 開校30周年記念式典。
- 1962年4月1日 - 全日制普通科が5学級編成となる。
- 1964年4月1日 - 全日制普通科が6学級編成となる。
- 1964年11月3日 - 屋内体育館落成。
- 1967年4月1日 - 全日制普通科が5学級編成となる。
- 1969年9月7日 - 開校40周年記念式典。
- 1970年4月1日 - 全日制普通科が4学級編成となる。
- 1971年9月7日 - 校舎改築工事着工。
- 1973年12月23日 - 新校舎への移転完了。
- 1974年11月4日 - 校舎落成記念式典。
- 1975年12月20日 - 格技場落成。
- 1977年12月4日 - 定時制農業科創立25周年記念式典。
- 1978年12月8日 - テニスコート4面造成。
- 1979年10月14日 - 開校50周年記念式典。
- 1980年11月11日 - 定時制普通科創立30周年記念式典。
- 1982年4月1日 - 定時制普通科募集停止。
- 1983年4月1日 - 定時制農業科募集停止、全日制普通科が5学級編成となる。
- 1985年2月17日 - 定時制普通科閉科記念式典。
- 1986年2月15日 - 定時制農業科閉科記念式典。
- 1988年2月23日 - 制服改訂。
- 1989年9月3日 - 開校60周年記念式典。
- 1990年4月1日 - 全日制家政科募集停止。
- 1992年2月22日 - 全日制家政科閉科記念式典。
- 1996年4月1日 - 現在の普通科4学級編成となる。
- 1999年10月16日 - 開校70周年記念式典。
- 2002年7月23日 - 新校舎改築工事着工。
- 2003年10月26日 - 新校舎への移転完了。
- 2004年
  - 2月25日 - 屋内体育館・柔剣道場落成。
  - 11月12日 - 弓道場落成。
  - 12月24日 - 野球場落成。
- 2005年
  - 1月24日 - テニスコート落成。
  - 12月19日 - サッカー場落成。

### 旧公立栗山高等裁縫学校
- 1916年11月7日 - 私立栗山裁縫学校として、設置が認可される。
- 1917年4月16日 - 開校式を挙行する。
- 1924年
  - 3月31日 - 私立栗山裁縫学校が廃止となる。
  - 5月23日 - 栗山町立栗山高等裁縫学校として、設置が認可される。
- 1929年3月31日 - 栗山町立栗山実科高等女学校に統合される。

## 著名な関係者
- バービー（お笑いタレント） - 出身者
- 金由起子 - 女子野球部監督
- 藤村怜 - サッカー選手